# Piazzola sul Brenta
Piazzola sul Brenta (velenceiül Piasoła so ła Brenta) település Olaszországban, Veneto régióban, Padova megyében. Lakosainak száma 11 079 fő (2023. január 1.). Piazzola sul Brenta Campo San Martino, Curtarolo, Gazzo, Limena, Villafranca Padovana, Camisano Vicentino, Campodoro, Grantorto és San Giorgio in Bosco községekkel határos.

## Népesség
A település lakossága az elmúlt években az alábbi módon változott:
| Lakosok száma | 11 244 | 11 189 | 11 079 |
|               | 2017   | 2018   | 2023   |